# Papiro 99
El Papiro 99 (en la numeración Gregory-Aland) designado como {\displaystyle {\mathfrak {P}}}99, es una copia antigua de una parte del Nuevo Testamento en griego y latín. Es un manuscrito en papiro de las Epístolas paulinas y contiene las partes de cuatro libros: Rom 1:1; 2 Cor 1:3-6, 1:6-17, 1:20-24, 2:1-9, 2:9-5:13, 5:13-6:3, 6:3-8:13, 8:14-22, 9:2-11:8, 11:9-23, 11:26-13:11; Gal 1:4-11, 1:18-6:15, 1:14-2:4, 2:4-3:19, 3:19-4:9 y Efe 1:4-2:21, 1:22(?), 3:8-6:24. Ha sido asignado paleográficamente al siglo V.
El texto griego de este códice es probablemente un representante del Tipo textual alejandrino, también conocido neutral o egipcio. Aún no ha sido relacionado con una Categoría de los manuscritos del Nuevo Testamento.
Este documento forma parte de la colección de Papiros bíblicos Chester Beatty. Se encuentra en la Biblioteca Chester Beatty (P. Chester B. Ac. 1499, fol 11–14), en Dublín.